# Sandra Sepúlveda
Sandra Milena Sepúlveda Lopera (Bello, 3 de março de 1988) é uma futebolista profissional colombiana que atua como goleira.

## Carreira
Sandra Sepúlveda fez parte do elenco da Seleção Colombiana de Futebol Feminino, nas Olimpíadas de 2012 e 2016.